# Pam Ferris
Pamela Ferris (Hannover, Baja Sajonia; 11 de mayo de 1948), más conocida como Pam Ferris, es una actriz británica. Es principalmente recordada por su interpretación de Agatha Trunchbull en la película Matilda, por su papel protagonista como Ma Larkin en la teleserie británica The Darling Buds of May, Laura Thyme en Rosemary y Thyme y por interpretar a la tía Marge en Harry Potter y el prisionero de Azkaban.

## Biografía
Pam Ferris nació en Hannover, Baja Sajonia (Alemania), de padres galeses, mientras su padre estaba sirviendo en la Real Fuerza Aérea. Pasó su infancia en la zona de Aberkenfig, cerca de Bridgend en Gales. Su padre, Fred Ferris, era policía, y su madre, Ann Perkins, trabajaba en una pastelería que tenía la familia. Su familia emigró a Nueva Zelanda cuando Pam tenía 13 años. Ella regresó a Reino Unido al cumplir los 20 años. En 1986 se casó con el actor Roger Frost. Pam Ferris actuó de joven en el teatro Mercury en Auckland.
Es muy conocida por su papel de Agatha Trunchbull en la película Matilda, que fue emitida en 1996. Sin embargo, también ha actuado en numerosas telenovelas: Connie, Hardwicke House, Oranges Are Not the Only Fruit, Where the Heart Is y Paradise Heights. Desde 2003 hasta 2006 interpretó a la detective amante de la jardinería Laura Thyme en Rosemary & Thyme.
Sus interpretaciones en películas de época incluyen papeles en adaptaciones televisivas de: Middlemarch, The Tenant of Wildfell Hall, Our Mutual Friend, The Turn of the Screw, Pollyanna y Jane Eyre. En el mundo del cine, Ferris interpretó a la despiadada Agatha Trunchbull en Matilda y a Tía Marge en Harry Potter y el Prisionero de Azkaban. También a Miriam, una activista por la maternidad, en Children of Men.
También ha actuado en producciones para la Radio 4 de la BBC. En 2009 sale en la serie de comedia de la BBC Gavin y Stacey.
Su carrera teatral incluye papeles en producciones del Royal Court Theatre y Royal National Theatre. Desde febrero a mayo de 2007 interpretó a Phoebe Rice en un aclamado reestreno de The Entertainer de John Osbourne en el Old Vic Theatre de Londres. Su siguiente papel fue el de la Sta. General en la adaptación de la BBC de la novela Little Dorrit de Charles Dickens, que fue emitida en otoño de 2008.

## Filmografía

### Películas
| Cine | Cine                                         | Cine                            |
| Año  | Película                                     | Personaje                       |
| ---- | -------------------------------------------- | ------------------------------- |
| 1984 | Meantime                                     | Mavis                           |
| 1984 | The House                                    | Mrs. Smeth                      |
| 1985 | Star Quality                                 | Marian Blake                    |
| 1992 | Mr. Wakefield's Crusade                      | Mad Marion                      |
| 1995 | Mrs. Hartley and the Growth Centre           | Alice Hartley                   |
| 1996 | Matilda                                      | Agatha Trunchbull / Tronchatoro |
| 1996 | Death of a Salesman                          | Woman                           |
| 1997 | Cows                                         | Boo Johnson                     |
| 1999 | The Turn of the Screw                        | Mrs Grose                       |
| 2001 | The Life and Adventures of Nicholas Nickleby | Mrs. Squeers                    |
| 2001 | Sweet Revenge                                | Denise Williams                 |
| 2002 | Death to Smoochy                             | Tommy Cotter                    |
| 2002 | Family                                       | Marion                          |
| 2003 | Pollyanna                                    | Mrs. Snow                       |
| 2003 | Doc Martin and the Legend of the Cloutie     | Lolita                          |
| 2004 | Gladiatress                                  | Mrs. Goatsplitter               |
| 2004 | Harry Potter y el prisionero de Azkaban      | Marge Dursley                   |
| 2005 | Piccadilly Jim                               | Miss Trimble                    |
| 2006 | Children of Men                              | Miriam                          |
| 2007 | Christmas at the Riviera                     | Avril                           |
| 2008 | The Other Man                                | Vera                            |
| 2008 | Telstar                                      | Mrs. Violet Shenton             |
| 2009 | Within the Whirlwind                         | Madre de Genia                  |
| 2009 | Malice in Wonderland                         | Doochey                         |
| 2009 | Nativity!                                    | Mrs. Bevan                      |
| 2012 | El cuervo                                    | Mrs. Bradley                    |
| 2012 | Nativity 2: Danger in the Manger!            | Mrs. Bevan                      |
| 2019 | Tolkien                                      | Mrs. Faulkner                   |

### Series de televisión
| Series de televisión | Series de televisión           | Series de televisión |
| Año                  | Programa                       | Personaje            |
| -------------------- | ------------------------------ | -------------------- |
| 1985                 | Connie                         | Nesta                |
| 1989                 | Oranges Are Not the Only Fruit | Mrs. Arkwright       |
| 1991-1993            | The Darling Buds of May        | Ma Larkin            |
| 1990-1992            | Cluedo                         | Mrs. White           |
| 1994                 | Middlemarch                    | Mrs. Dollop          |
| 1996                 | The Tenant of Wildfell Hall    | Mrs. Markham         |
| 1997-2000            | Where the Heart Is             | Peggy Snow           |
| 1998                 | Our Mutual Friend              | Mrs. Boffin          |
| 2000                 | Clocking Off                   | Pat Fletcher         |
| 2003-2006            | Rosemary & Thyme               | Laura Thyme          |
| 2006                 | Jane Eyre                      | Grace Poole          |
| 2008                 | Little Dorrit                  | Mrs. General         |
| 2012-2014            | ¡Llama a la comadrona!         | Hermana Evangelina   |